# L'Astronomie
L’Astronomie est un magazine mensuel d’astronomie fondé en 1882 par Camille Flammarion et édité par la Société astronomique de France. Son but est de rediffuser les sciences de l’univers et de faire participer le plus grand nombre d'astronomes professionnels et amateurs à leur progrès et, en particulier, de promouvoir le développement et la pratique de l’astronomie.

## Bref historique

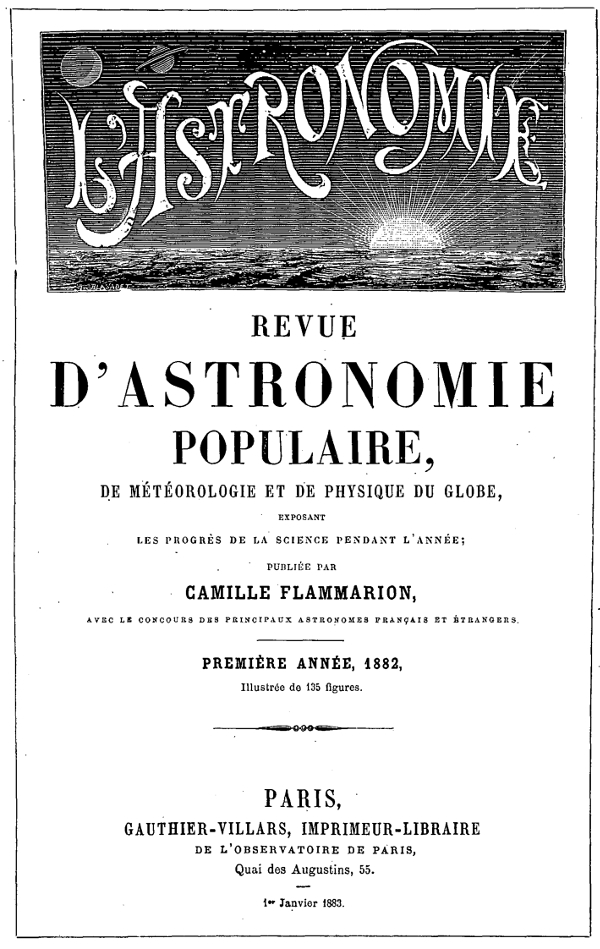
Premier numéro de L'Astronomie, janvier 1882.

L'Astronomie, revue d'astronomie populaire, de météorologie et de physique du globe est fondée en janvier 1882, à Paris, par Camille Flammarion.
À la fondation de la Société astronomique de France en 1887, une deuxième revue est créée, le Bulletin mensuel de la Société Astronomie de France. Les deux subsistent en parallèle jusqu'en 1894. Dans le numéro de décembre 1894, l’Astronomie annonça qu’elle disparaissait, par un communiqué de Camille Flammarion, daté du 1er décembre 1894.
De janvier 1895 à décembre 1910, il n’y eut donc plus que le Bulletin de la Société Astronomique de France. Puis, à partir de janvier 1911, le Bulletin de la Société Astronomique de France fut à son tour remplacé par l’Astronomie, en conservant la numérotation du Bulletin de la Société Astronomique de France.

## Diffusion
L’Astronomie est disponible par abonnement en format imprimé et numérique, en France et dans d'autres pays. Il est également en vente dans les kiosques en France, Belgique, Luxembourg, Suisse et au Maroc.
Les versions électroniques de L'Astronomie et du Bulletin de la Société astronomique de France de 1882 à 1953 sont disponibles sur le site Gallica de la Bibliothèque nationale de France.